# Zaglossus attenboroughi

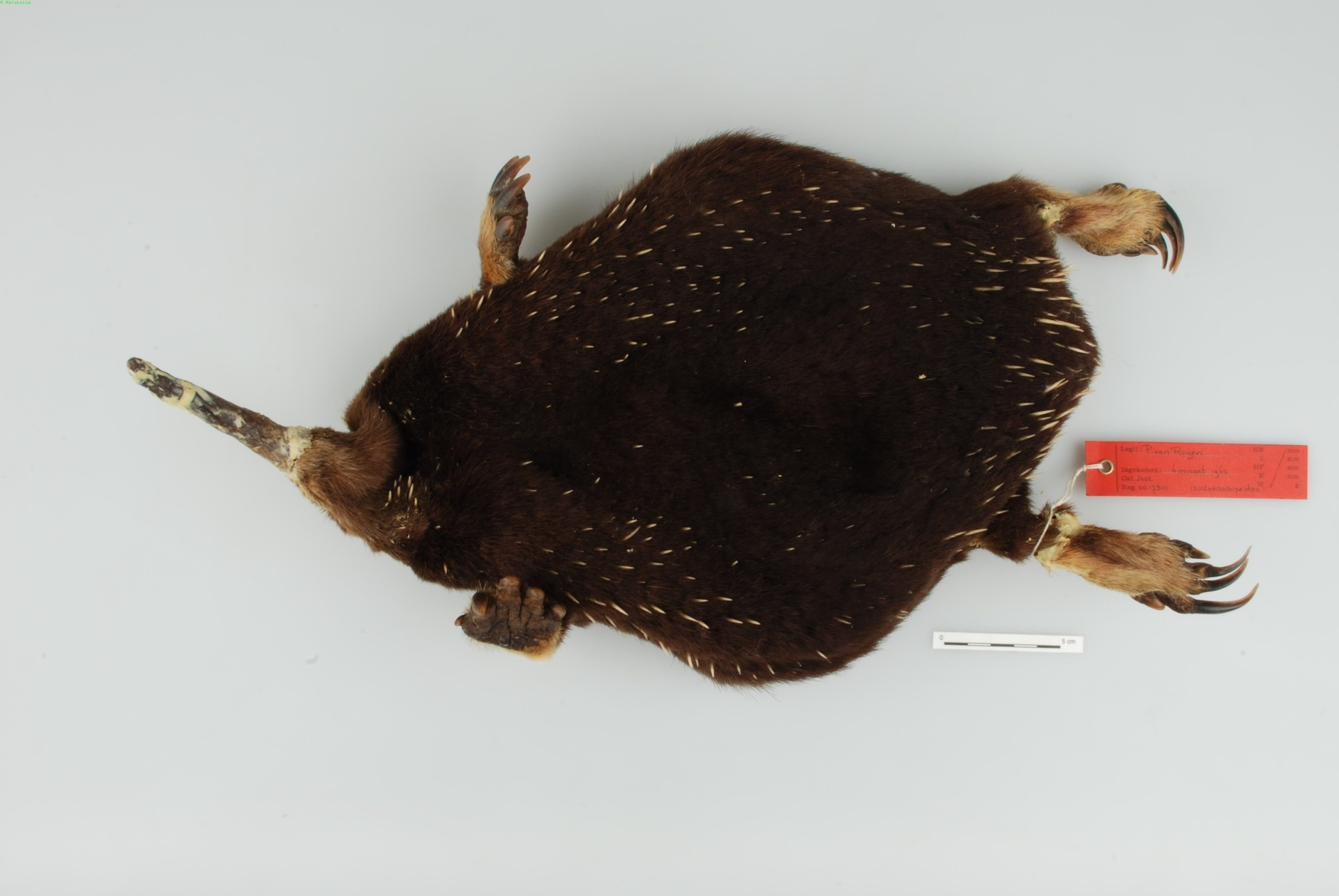
Opgezet exemplaar van Zaglossus attenboroughi. Dit is het zogeheten holotype en bevindt zich in de collectie van Naturalis.

Zaglossus attenboroughi is een in 1998 beschreven soort van de vachtegels (Zaglossus). Het is de derde soort in het geslacht Zaglossus, in de familie van de mierenegels. Samen met de familie van de vogelbekdieren (Ornithorhynchidae) vormen ze de kleine orde van eierleggende zoogdieren (cloacadieren). De soort is endemisch in het Cyclopsgebergte op Nieuw-Guinea.

## Vondst
Er is slechts één exemplaar bekend van Zaglossus attenboroughi, bestaande uit een complete huid en een beschadigde schedel. De Nederlandse plantkundige Pieter van Royen vond het op 4 juli 1961 op 1600 meter hoogte in de buurt van Jayapura in noordoostelijk Papoea. In die tijd (tot 1962) heette het westelijk deel van Nieuw-Guinea nog Nederlands-Nieuw-Guinea, heette Jayapura nog Hollandia en was dit een deel van het Koninkrijk der Nederlanden.
Het exemplaar bevindt zich in de collectie van Naturalis (in 1961 nog Rijksmuseum van Natuurlijke Historie) in Leiden. Pas in 1998 werd ontdekt dat dit specimen tot een aparte soort behoorde en niet een jong exemplaar was van een al bekende soort. Toen is deze zeldzame soort genoemd naar Sir David Attenborough, die veel aan de publieke bekendheid van de Nieuw-Guinese fauna en flora heeft bijgedragen.

## Voorkomen
Tijdens een expeditie naar het Cyclopsgebergte in mei 2007 werden aanwijzingen gevonden dat Zaglossus attenboroughi niet is uitgestorven. De onderzoekers troffen holen en sporen aan en de plaatselijke bevolking gaf te kennen dat het dier tot 2005 was gezien. De expeditie nam Zaglossus attenboroughi destijds niet zelf waar.
Het bewijs van zijn voortleven werd geleverd in 2023. Tijdens een expeditie onder leiding van James Kempton maakten onderzoekers van de Universiteit van Oxford met een wildcamera de eerste opnames ooit van Zaglossus attenboroughi.

## Kenmerken
Zaglossus attenboroughi is de kleinste soort van het geslacht, met een bek die 70 mm lang is, tegenover 81 tot 128 mm voor andere vachtegels. Hij heeft vijf klauwen op elke voet en een kortere, dichtere en fijnere vacht dan de andere vachtegels. Waarschijnlijk weegt hij 2 tot 3 kilogram. Volgens Kempton heeft het dier de stekels van een egel, de bek van een miereneter en de poten van een mol.

## Nog meer endemen
Z. attenboroughi is niet het enige endemische zoogdier uit de noordelijke kustgebergtes van Nieuw-Guinea. Andere endemische soorten zijn Petaurus abidi (een soort uit de familie vliegende buidelmuizen), Dendrolagus scottae (een boomkangoeroe) en twee soorten knaagdieren, Hydromys ziegleri en Paraleptomys rufilatus.

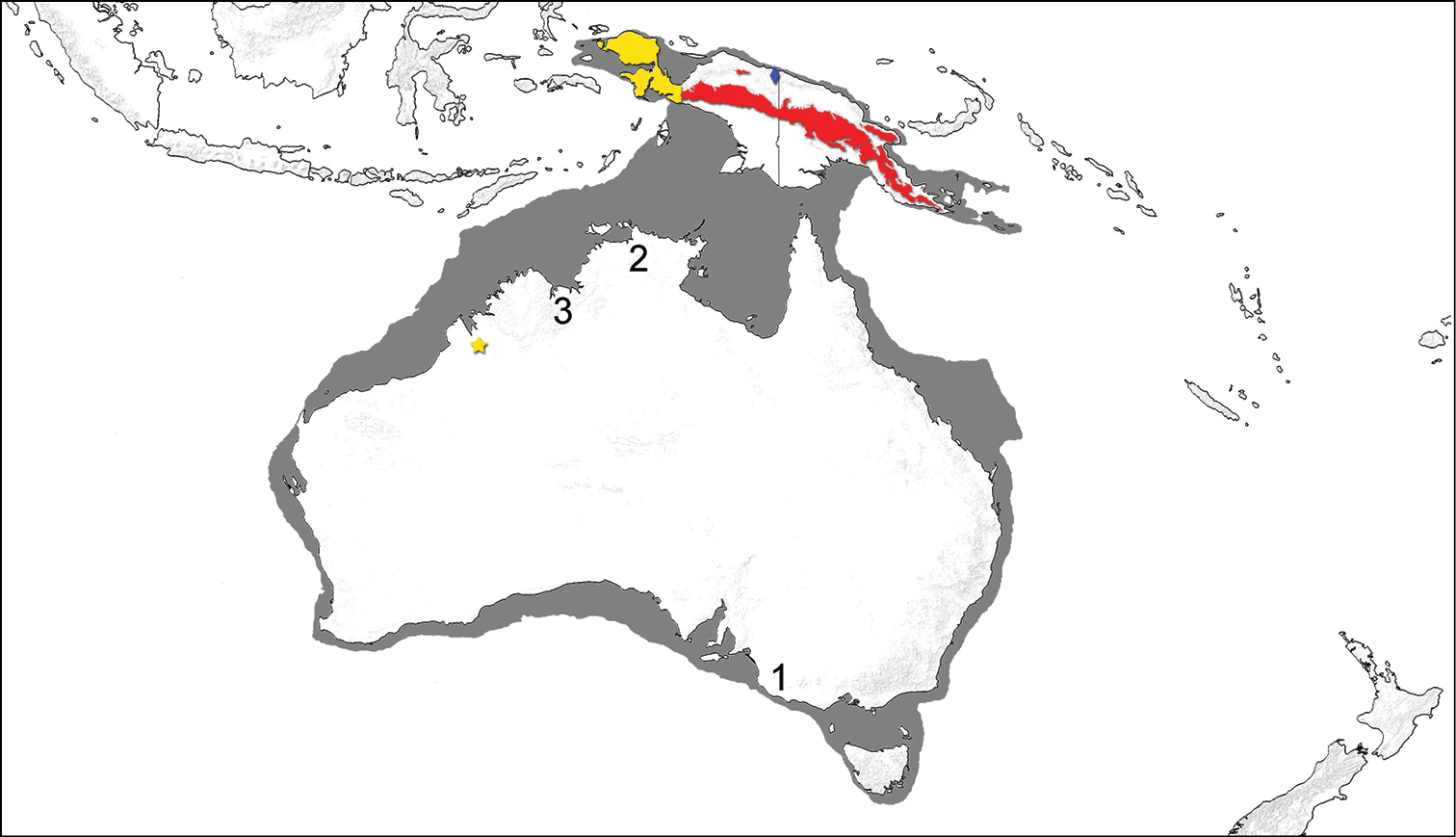
Het Groot-Australische continent met in kleur de leefgebieden van vachtegel-soorten. Blauw = Zaglossus attenboroughi (midden boven). De nummers geven fossiele en onzekere vindplaatsen aan.